# 367 v.Chr.
Het jaar 367 v.Chr. is een jaartal volgens de christelijke jaartelling. 

## Gebeurtenissen

### Griekenland
- De Thebaanse generaal Epaminondas valt opnieuw de Peloponnesos binnen, de Thebanen bevrijden de landstreek Achaea.
- De stadstaat Sicyon treedt toe in de Boeotische Bond.
- Archidamus III, de zoon van Agesilaüs II van Sparta trekt plunderend door Arcadië.
- Pelopidas begint een diplomatieke missie naar Perzië.
- De Perzische koning Artaxerxes II verbreekt de financiële steun aan Sparta.
- De Griekse filosoof Aristoteles vertrekt naar Athene en wordt als leerling opgenomen in de Akademeia van Plato.

### Italië
- Dionysius II (367 - 343 v.Chr.) volgt zijn vader Dionysius I op als tiran van Syracuse.
- Dio en Plato proberen van de nieuwe tiran een filosoof-koning te maken.
- Dionysius II sluit een vredesverdrag met Carthago.
- De Aequi en Volsci in Latium (Lazio) vijanden van de Romeinse Republiek worden verslagen.
- De Etrusken sluiten een alliantie met Carthago om de Griekse havenstad Tarentum aan te vallen.
- De Galliërs vallen Etrurië binnen, maar worden door de Romeinen verjaagd.
- De tempel gewijd aan Concordia, aan het Forum Romanum in Rome wordt gebouwd door Marcus Furius Camillus.
- Het Romeinse ambt van aedilis curulis wordt ingesteld als tegenhanger van de aedilis plebis.

## Geboren
- Ptolemaeus I Soter I, Macedonische veldheer en farao van de Egyptische dynastie, de Ptolemaeën

## Overleden
- Antalcidas, Spartaans veldheer en diplomaat
- Dionysius I (~432 v.Chr. - ~367 v.Chr.), tiran van Syracuse (65)